# Xã Grove, Quận Pottawattamie, Iowa
Xã Grove (tiếng Anh: Grove Township) là một xã thuộc quận Pottawattamie, tiểu bang Iowa, Hoa Kỳ. Năm 2010, dân số của xã này là 155 người.